# Irimbert von Admont
Irimbert von Admont (* um 1104; † 26. Dezember 1176) war Abt der Klöster Seeon (1147–1151), Michelsberg (1160–1172) und Admont (1172–1177) sowie ein monastischer Gelehrter des 12. Jahrhunderts.
Typisch für die Karrieren von Mönchen im Rahmen von hochmittelalterlicher Kirchen- und Klosterreform ist die Biografie des Irimbert, des wohl jüngeren Bruders Gottfrieds von Admont († 1165). Geboren um 1104, soll Irimbert um das Jahr 1111 als puer oblatus in das Admonter Kloster eingetreten sein. Spätestens 1147 war er Abt im Chiemseekloster Seeon, einer gegen Ende des 10. Jahrhunderts entstandenen Gemeinschaft von Benediktinern, aus der um die Mitte des 12. Jahrhunderts – im Zusammenhang mit Irimbert? – ein Doppelkloster von Nonnen und Mönchen wurde. Irimbert findet sich in der Zeugenliste einer Urkunde Erzbischof Konrads I. von Salzburg vom 3. Juli 1147 neben Äbten zur Admonter Klosterreform gehörender Mönchsgemeinschaften wie St. Peter, Millstatt, Biburg oder St. Lambrecht.
Spätestens ab Sommer 1151 war Irimbert im Kärntner Frauenkloster St. Georgen am Längsee tätig, dann auch in Admont. Die Vermutung drängt sich auf, dass der Abt mit seinen Vorstellungen, die wahrscheinlich eng mit der Admonter Reform zusammenhingen, in Seeon nicht durchgedrungen war und deshalb resigniert hatte. In den Jahren 1151 und 1152 verfasste Irimbert, der die Admonter Frauenklöster betreute, Kommentare zu Büchern des Alten Testaments, etwa den Büchern der Könige. 1160 kam es zu Abtpostulationen nach Kremsmünster und Michelsberg, Irimbert wurde von beiden Klöstern als Abt gewünscht, doch entschied sich der Mönch für Michelsberg.
Das Bamberger Kloster Michelsberg, im Jahr 1015 durch den ersten Bamberger Bischof Eberhard I. (1007–1040) gegründet, im 12. Jahrhundert ein Doppelkloster, war somit die nächste Station Irimberts. Zwölf Jahre stand Irimbert an der Spitze der Bamberger Abtei, doch ist – sicher auch auf Grund des alexandrinischen Papstschismas (1159–1177), das die Salzburger Kirchenprovinz besonders betraf – kaum etwas aus seiner Regierungszeit zu erfahren. Lediglich ein reformerisches Wirken ist wahrscheinlich zu machen, wobei Widerstände der Michelsberger Mönche und Nonnen gegen das Admonter Reformprogramm nicht zu erkennen und vermuten sind.
Im Jahr 1172 wechselte Irimbert nach Admont, wobei dem Wechsel dorthin zwei Doppelwahlen vorangingen, bei denen sich Abt Isinrich von Biburg (1177, 1178) und Abt Heinrich von Millstatt (1166–nach 1177) bzw. Isinrich und der Prior Rudolf von St. Lambrecht gegenüberstanden. Mit Irimbert, dem Bruder des Admonter Abts Gottfried, einigte man sich auf einen Abt, der trotz oder wegen seines Alters allgemeine Anerkennung fand. Irimbert kehrte also an seine alte Wirkungsstätte zurück, entfaltete dort aber in seinen letzten Lebensjahren wenig Wirkung. Lediglich zwei große Admonter Prachthandschriften wurden während seiner Regierungszeit niedergeschrieben, die Kodizes 16 und 17 der Stiftsbibliothek enthalten die Bibelkommentare Irimberts.